# Істоміно (Зав'яловський район)
Істо́міно (рос. Истомино) — присілок в Зав'яловському районі Удмуртії, Росія.
Населення — 164 особи (2010; 125 в 2002).
Національний склад станом на 2002 рік:
- росіяни — 65 %